# Kräsuli
Kakrarahu est une île d'Estonie. Elle se situe dans la baie de Tallinn, dans le golfe de Finlande.
L'île a une superficie de 17 hectares et s'élève à plus de 5 mètres au-dessus du niveau de la mer.

## Galerie

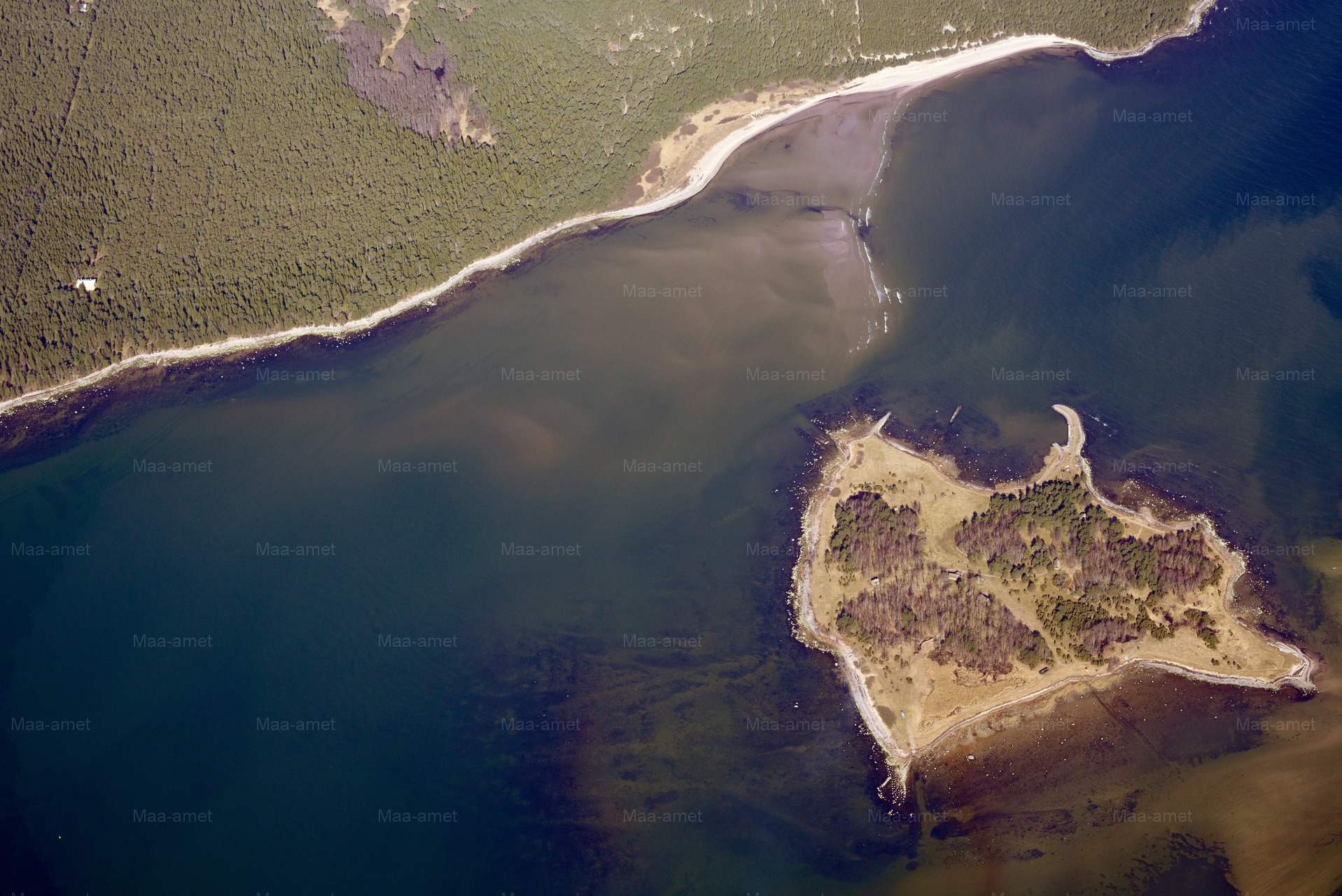
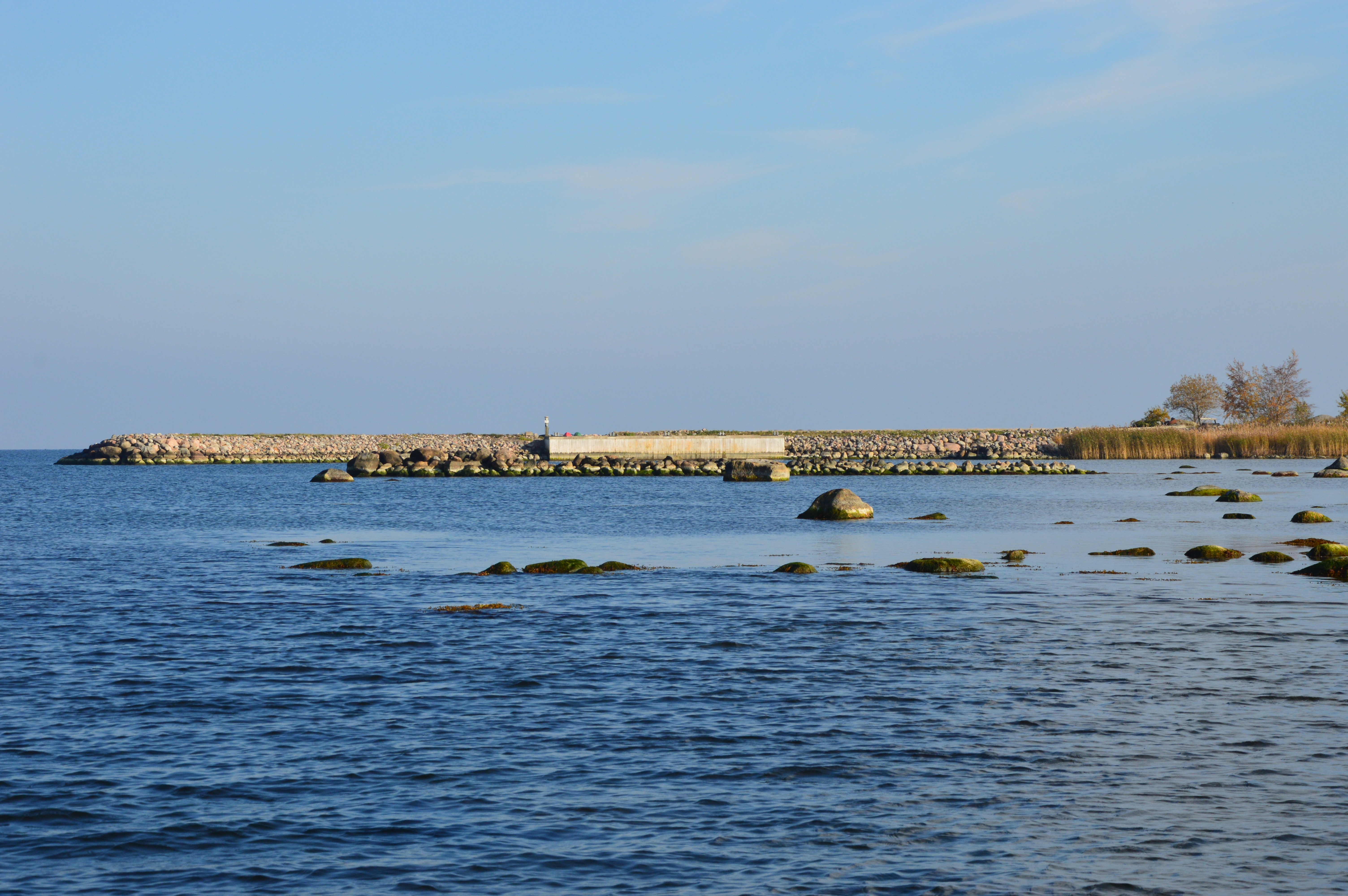
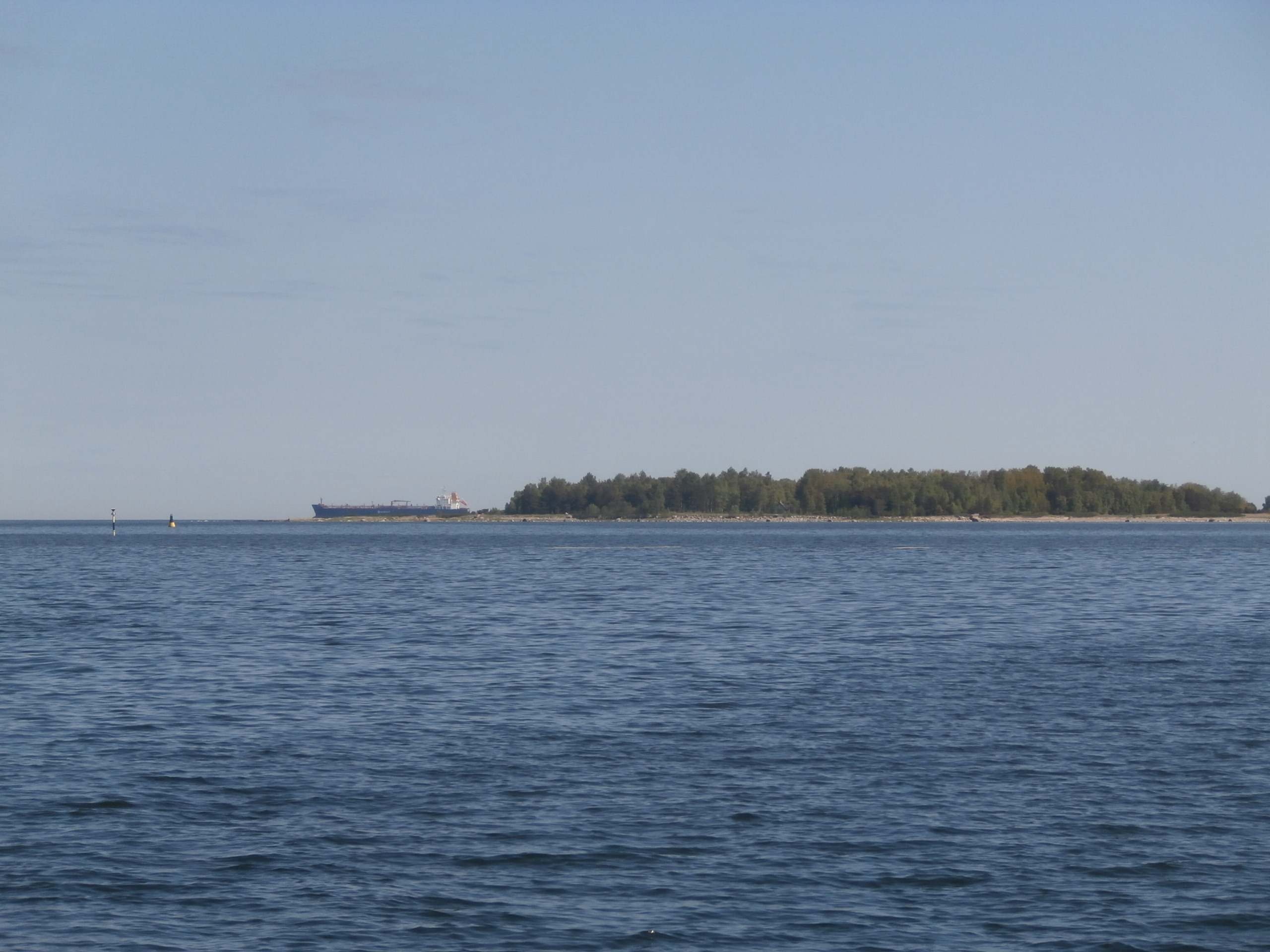